# نظام هورت
نظام هورت هو نظام ابتدعه التشيكي الألماني خبير الشطرنج فلاستيميل هورت لتوزيع الجوائز النقدية في بطولات الشطرنج الملعوبة بالنظام السويسري بين المشاركين المتعادلين في النقاط . مما يساعد على التصدي لتحديات التقييم الدقيق في لعبة الشطرنج فيما يتعلق بتوزيع الجوائز المالية>

## كيفية التوزيع
- يتم الترتيب طبقا لنظام بوخولز لحسم التعادل.
- يحصل كل لاعب من اللاعبين المتعادلين في النقاط «نفس عدد النقاط» على 50% من الجائزة المالية المخصصة لترتيبه وتجمع ال 50% المتبقية ليتم تقسيمها بالتساوي على هؤلاء اللاعبين.
- اللاعب الذي لا يتشارك معه أحد في النقاط يأخذ 100% من الجائزة المالية المخصصة لترتيبه.

## ولنفترض أن لدينا الترتيب التالي
| اللاعب | النقاط | بوخولز | قيمةالجائزة | يأخذ50% ويساهم ب 50% | مجموع ال 50% من اللاعبين المتساويين النقاط | القسمة       | صافي الجائزة   |
| ------ | ------ | ------ | ----------- | -------------------- | ------------------------------------------ | ------------ | -------------- |
| الأول  | 8.0    | 80.5   | 100         | 50                   | 90 ( 50 من الأول و 40 من الثاني )          | 90 ÷2 =45    | 95 ( 50 + 45 ) |
| الثاني | 8.0    | 80     | 80          | 40                   | 90                                         | 45           | 85             |
| الثالث | 7.5    | 75     | 60          |                      | (لا يوجد غير لاعب واحد لا مساهمات)         |              | جائزة صافية 60 |
| الرابع | 7.0    | 70     | 40          | 20                   | 35 ( من اللاعبين 4 و 5 و 6 )               | 12 ( 35 ÷ 3) | 32             |
| الخامس | 7.0    | 60     | 20          | 10                   | 35 ( من اللاعبين 4 و 5 و 6 )               | 12 ( 35 ÷ 3) | 22             |
| السادس | 7.0    | 50     | 10          | 5                    | 35 ( من اللاعبين 4 و 5 و 6 )               | 12 ( 35 ÷ 3) | 17             |

ويتم تحديد قيمة الجوائز ويقارب بينها بشكل أكثر عدلا بين اللاعبين المتساويين في عدد النقاط.